# 耀斑短鰩
耀斑短鰩（學名：[Breviraja claramaculata] 错误：{{Lang}}：文本有斜体标记（帮助）），為軟骨魚綱鰩目鰩科短鰩屬的一種，分布於中西大西洋美國南卡羅萊納州到佛羅里達州海域，深度293至896公尺，體長可達29.4公分，棲息在深海海域，為底棲性魚類，屬肉食性，卵生，卵囊為長方形並有堅硬角狀突起，生活習性不明。